# Латук сибирский
Лату́к сибирский (лат. Lactuca sibirica), или Латуковник сибирский, или Молокан сибирский (устаревшие синонимы) — многолетнее травянистое растение, вид рода Латук (Lactuca) семейства Сложноцветные (Asteraceae).

## Название
Научное латинское родовое название Lactuca является производным от lac в переводе с лат. — «молоко» и суффикса лат. -ūcus, часто используемого для образования названий собственных в ботанике.
Научный латинский видовой эпитет sibirica дан Линнеем при описании таксона Sonchus sibiricus по ареалу распространения, включающего территории Сибири, помимо Швеции и Финляндии. Согласно современной классификации, название является устаревшим синонимом латука сибирского.
Русскоязычное родовое название латук является заимствованием латинского через пол. laktuka (с диссимилятивным исчезновением первого -k-) или нем. lattuke, либо от итал. lattuga. Видовой эпитет сибирский является калькой латинского.

## Ботаническое описание
Многолетнее травянистое растение.

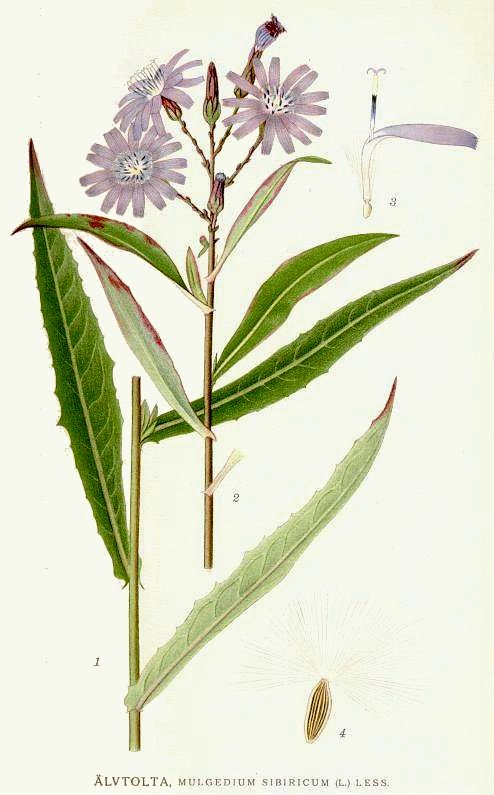

Корневище большей частью вертикальное, иногда ветвистое.
Стебель (10)30-70(100) см высотой, обычно одиночный от почти гладкого или слегка бороздчатого до ребристого, голый, нередко красноватый, довольно густо и равномерно облиственный, в верхней части более менее ветвистый.
Листья ланцетовидные или продолговато-ланцетовидные, на верхушке заострённые, сидячие. Нижние при основании суженные, остальные с полустеблеобъемлющим или почти стеблеобъемлющим, сердцевидным, сердцевидно-ушковидным или стреловидным основанием. Листовая пластинка сверху зелёная, снизу сизовато-зелёная. Цельнокрайняя или почти цельнокрайняя, либо от слабо выемчато-зубчатой до более менее сильно перисто или струговидно надрезанным краем. Надрезы (лопасти, доли или сегменты) нередко серповидно изогнутые.
Корзинки содержат около 20 цветков, округло-обратноконические или колокольчатые. Язычковые цветки сиренево-голубые. При плодах 9-13 мм высотой, расположенные в рыхловатом щитковидном или щитковидно-метельчатом общем соцветии. Цветоносы тонкие, голые, большей частью превышающие длину корзинок. Листочки обёртки трёх- или реже четырёхрядные, часто пурпурные, лиловые или крапчатые.
Семянки 4-5 мм длиной и 1-1,25 мм шириной, продолговато-линейные или эллиптические, плосковатые, от желтовато-коричневатых до черноватых, довольно густо покрытые очень короткими светлыми жёсткими волосками.
В условиях средней полосы России латук сибирский развивается с мая по сентябрь. Основной способ размножения вегетативный. Семянки прорастают только сразу после созревания с поверхности или с глубины не более 4 см. В течение зимнего периода семянки полностью разрушаются.
На главном и боковом корнях образуются почки, дающие начало корневым отпрыскам. Подземные органы способны укореняться из отрезков длиной 10-25 см. Надземная часть формируется при заделке в почву до 20 см.
Цветет латук сибирский в июле — августе. Плодоносит — в августе — сентябре, образуя на одном растении 4-5 тысяч семянок.

## Химический состав
В траве латука сибирского обнаружены сесквитерпены - гваянолиды лактуцинового типа (8-дезоксилактуцин, 11β,13-дигидролактуцин, яквинелин, крепидиазид В); фурофурановые лигнаны  - лактуказид, лактуказид-6′′′-О-п-гидроксифенилацетат, лактуказид-6′′′-О-п-метоксифенилацетат. Сесквитерпены также выявлены в корнях латука сибирского, включая 8-дезоксилактуцин, 11β,13-дигидролактуцин, яквинелин, крепидиазид В, глюкозалузанин С (вернофлексуозид), 11β,13-дегидроглюкозалузанин С, макроклинизид А, иксерин F, 3β,14-дигидрокси-11β,13-дигидрокостунолид-3-О-глюкозид. Дикорастущие и культивируемые образцы латука сибирского характеризуются высоким содержание фенольных соединений, среди которых производные фенольных кислоты - гидроксибензоил хинные кислоты (моно- и ди-ванилоилхинные), протокатеховой кислоты гликозиды, моно- и ди-кофеил хинные кислоты, кафтаровая кислота, цикориевая кислота. Флавоноиды латука сибирского включают цинарозид, термопсозид, дракоцефалозид, апигенин 7-О-глюкуронид, лютеолин 4′-О-глюкозид, кемпферол 3-О-неогесперидозид, рутин, никотифлорин и ацетил-глюкозиды кверцетина. Также выявлено присутствие феноламинов - тетра-п-кумароил-сперминов. Основные компоненты травы латука сибирского - это цикориевая кислота (2-5%), ванилоил хинная кислота (0,8-1,6%), кафтаровая кислота (0,4-0,9%) и хризоэриол 7-О-глюкозид (0,3-0,8%).

## Распространение и экология
Скандинавия, Монголия, Япония и Китай, Северная Америка.
В России: Арктика, Западная и Восточная Сибирь, Дальний Восток, Средняя Азия, Европейская часть, включая Ленинградскую область.
Полусорное растение, широко распространенное в лесной области, встречается по лесным и поёмным лугам, в зарослях ивняков и кустарников, по опушкам лесов, на порубках и гарях, в лесах (особенно разреженных), около канав и болот (реже на болотах), по пустырям и залежам, иногда в посевах.

## Значение и применение

### В растениеводстве
Является сорным растением. Латук сибирский засоряет зерновые культуры в основном в северных регионах России и на Дальнем Востоке. К обременительным сорнякам не причисляется, поскольку встречается редко. При засоренности посевов от 10 — 15 % формируются негативные факторы, отрицательно влияющие на качественные и количественные показатели урожайности.

### В животноводстве
Имеет некоторое кормовое значение.

## Классификация

### Таксономия[16]
Lactuca sibirica Benth. ex Maxim., 1874, Bull. Acad. Imp. Sci. Saint-Pétersbourg xix. 528
Вид Латук сибирский относится к роду Латук семейства Астровые (Asteraceae) порядка Астроцветные (Asterales). Кладограмма в соответствии с Системой APG IV по состоянию на июнь 2023 года:
|  |                                      |  |                                   |                                   |                    |  | ещё 10 семейств | ещё 10 семейств |                 |  |  |  | еще 122 подтвержденных вида и 90 в статусе неподтвержденных |
|  |                                      |  |                                   |                                   |                    |  | ещё 10 семейств | ещё 10 семейств |                 |  |  |  | еще 122 подтвержденных вида и 90 в статусе неподтвержденных |
|  |                                      |  |                                   | порядок Астроцветные              |                    |  |                 |                 | род Латук       |  |  |  |                                                             |
|  |                                      |  |                                   | порядок Астроцветные              |                    |  |                 |                 | род Латук       |  |  |  |                                                             |
|  | отдел Цветковые, или Покрытосеменные |  |                                   |                                   | семейство Астровые |  |                 |                 | Латук сибирский |  |  |  |                                                             |
|  | отдел Цветковые, или Покрытосеменные |  |                                   |                                   | семейство Астровые |  |                 |                 |                 |  |  |  |                                                             |
|  |                                      |  | ещё 63 порядка цветковых растений | ещё 63 порядка цветковых растений |                    |  |                 | ещё 1787 родов  | ещё 1787 родов  |  |  |  |                                                             |
|  |                                      |  |                                   | ещё 63 порядка цветковых растений |                    |  |                 |                 | ещё 1787 родов  |  |  |  |                                                             |

### Синонимы
- Agathyrsus sibiricus  D.Don
- Lactuca sibirica var. dentata  (Ledeb.) Serg.
- Lactuca sibirica var. integrifolia  (Ledeb.) Serg.
- Lactuca sibirica var. sibirica
- Lagedium sibiricum  (L.) Soják
- Mulgedium kamtschaticum  Ledeb.
- Mulgedium sibiricum  Less.
- Mulgedium sibiricum var. dentatum  (Ledeb.) Ledeb.
- Mulgedium sibiricum var. integrifolium  (Ledeb.) Ledeb.
- Mulgedium sibiricum var. sibiricum
- Sonchus maritimus  Pall. ex Ledeb.
- Sonchus sibiricus  L.